# Bruno Storti
Bruno Storti (Rome, 9 juli 1913 - aldaar, 10 januari 1994) was een Italiaans syndicalist en politicus voor Democrazia Cristiana (DC).

## Levensloop
Storti was algemeen secretaris van de Confederazione Italiana Sindacati Lavoratori (CISL) van 1958 tot 1976. Hij volgde in deze hoedanigheid Giulio Pastore op, zelf werd hij opgevolgd door Luigi Macario.
Tevens was hij voorzitter van het Internationaal Verbond van Vrije Vakverenigingen (IVVV) van 1965 tot 1975. Hij volgde in deze hoedanigheid de Zweed Arne Geijer op, zelf werd hij in deze hoedanigheid opgevolgd door de Maleisiër Palayil Narayanan.